# شيفر هينريتش
شيفر هينريتش (بالألمانية: Schäfer Heinrich)‏ هو مغني وفلاح ألماني، ولد في 4 ديسمبر 1966.

## وصلات خارجية
- هاينريش على موقع IMDb (الإنجليزية)
- هاينريش على موقع ميوزك برينز (الإنجليزية)
- هاينريش على موقع ديسكوغز (الإنجليزية)